# Музей пошти (Львів)
Музей пошти у Львові — музей, присвячений найстарішій пошті у Східній Європі та історії розвитку поштової справи на Галичині загалом. Музей розташований в Палаці Бандінеллі, що на площі Ринок, 2. На даний момент музей не працює.

## Історія
За інформацією істориків, на початку XVII століття купець з Італії Роберто Бандінеллі, відвідавши Львів, вирішив тут залишитися, одержав львівське громадянство, купив будинок та зайнявся новим та незвичним для міста бізнесом: він започаткував тут класичну пошту європейського зразка.
У 1629 році польський король Сигізмунд III надав Бандінеллі привілей на утримання регулярної королівської пошти і титул королівського постмагістра.
Львів'яни могли щосуботи відправляти й одержувати листи з усієї Європи, але ці послуги коштували неймовірно дорого. Відправка лише шести грамів кореспонденції, наприклад до Гданська, дорівнювала денній платні кваліфікованого ремісника. Папір був у ті часи важким і невдовзі львівська Рада відмовилась від таких дорогих послуг. Бандінеллі вклав у цю справу немалі гроші і фактично дії Ради розорили його.
Палац Бандінеллі після ремонту та реставрації було відкрито у 2005 році.
12 грудня 2008 року, у рамках святкування 10-річчя внесення Ансамблю історичного центру Львова до списку світової спадщини ЮНЕСКО, в палаці Бандінеллі на пл. Ринок відбулося урочисте відкриття Музею пошти.
У відділенні поштового зв'язку № 6, яке знаходиться на першому поверсі палацу Бандінеллі, поруч з музеєм, для погашення вихідної кореспондеції та потреб колекціонерів, використовуються два спеціальних поштових штемпелі постійної дії — пам'ятний «Пошта на Ринку. 1629» та з перевідною датою «Пошта на Ринку. Львів-6».

## Експозиція
В експозиції музею представлені близько ста експонатів, в яких відображено історію розвитку поштової справи у Галичині. Історія поштарства XVII—XIX століть розмістилася у трьох залах. Більшість з експонатів — велика рідкість, як, наприклад, валіза короля Шведської імперії та Польщі Сигізмунда III Ваза.
Серед експонатів: старовинні дорожні скрині, поштові сумки, зброя, яку носили поштарі, сурма, перші листівки та мундир 30-х років XIX століття.